# Ronda (música)
A ronda (ou cânone perpétuo), é um tipo de cânone executado em uníssono ou em uma oitava, por três ou mais vozes, em que as entradas são sucessivas e cada voz pode reiniciar assim que terminar sua linha melódica, de modo que a peça pode ser repetida infinitas vezes.